# ミチシルベ (Rihwaの曲)
「ミチシルベ」は、北海道札幌市出身のシンガーソングライター・Rihwaの楽曲。彼女のメジャー9枚目（通算12枚目）のシングルとして2017年9月20日にトイズファクトリーからリリースされた。

## 解説
CDシングルとしては2016年1月1日リリースの「明日はきっといい日になる」以来約1年8か月半ぶりのリリース。Rihwaは2017年2月末から声帯ポリープ摘出手術のため一時休養しており、本作が復帰作となる。
通常盤のみのリリースとなり、新曲3曲が収録される。

## 収録曲
1. ミチシルベ [5:55]
2017年9月23日公開の映画『ユリゴコロ』（熊澤尚人監督）主題歌[3][5]。
2. 羽 [3:37]
3. THE GATE [3:46]
JRA札幌競馬場2017年度CMソング。